# Hypsiboas faber
Hypsiboas faber är en groddjursart som först beskrevs av Maximilian zu Wied-Neuwied 1821.  Hypsiboas faber ingår i släktet Hypsiboas och familjen lövgrodor. IUCN kategoriserar arten globalt som livskraftig. Inga underarter finns listade i Catalogue of Life.